# Catephia trispilosa
Catephia trispilosa là một loài bướm đêm trong họ Erebidae.